# Pedro Luís Pereira de Sousa
Pedro Luís Pereira de Sousa (Araruama, 13 de dezembro de 1839 — Bananal, 16 de julho de 1884) foi um advogado, jornalista, político, orador e poeta brasileiro.

## Vida
Filho do comendador Luis Pereira de Sousa e Dona Carlota Viterbo de Sousa. Foi deputado em dois mandatos, ministro dos Negócios Estrangeiros (ver Gabinete Saraiva de 1880) e presidente da província da Bahia, de 29 de março a 11 de dezembro de 1882 e de 16 de dezembro de 1882 a 14 de abril de 1884. Como ministro interino da Agricultura, Comércio e Obras Públicas pede para Machado de Assis continuar como oficial de gabinete. Em 1880 foi agraciado com o título de conselheiro do Império. 
Era tio do presidente Washington Luís Pereira de Sousa; é patrono da cadeira 31 da Academia Brasileira de Letras. Em 1934 a academia publicou os seus Dispersos.

## Obras
- 1860 - Terribilis (poesia)

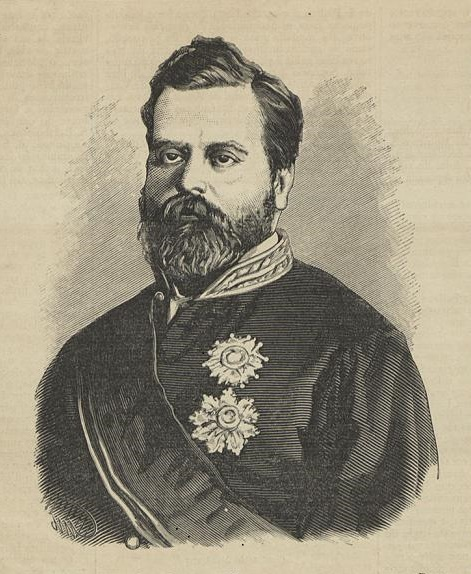
Conselheiro Pedro Luís Pereira de Sousa.

- 1864 - Os voluntários da morte (canto épico, dedicado à Polônia)
- 1866 - A sombra de Tiradentes e Nunes Machado (poesia)
- 1876 - Prisca Fides (poesia)
- 1897 - Poesias